# クラシカ・サンセバスティアン2013
クラシカ・サンセバスティアン2013は、クラシカ・サンセバスティアンの33回目のレース。2013年7月27日に行われた。

## 参加チーム
UCIプロチーム
| チーム名                         | 国籍           | コード |
| -------------------------------- | -------------- | ------ |
| AG2R・ラ・モンディアル           | フランス       | ALM    |
| アルゴス・シマノ                 | オランダ       | ARG    |
| アスタナ                         | カザフスタン   | AST    |
| ベルキン                         | オランダ       | BEL    |
| BMC・レーシングチーム            | アメリカ合衆国 | BMC    |
| キャノンデール                   | イタリア       | CAN    |
| エウスカルテル・エウスカディ     | スペイン       | EUS    |
| FDJ.fr                           | フランス       | FDJ    |
| ガーミン・シャープ               | アメリカ合衆国 | GRS    |
| カチューシャ                     | ロシア         | KAT    |
| ランプレ・メリダ                 | イタリア       | LAM    |
| ロット・ベリソル                 | ベルギー       | LTB    |
| モビスター・チーム               | スペイン       | MOV    |
| オリカ・グリーンエッジ           | オーストラリア | OGE    |
| オメガファーマ・クイックステップ | ベルギー       | OPQ    |
| レディオシャック・レオパード     | ルクセンブルク | RLT    |
| チーム・サクソ - ティンコフ      | デンマーク     | TST    |
| チーム・スカイ                   | イギリス       | SKY    |
| ヴァカンソレイユ・DCM            | オランダ       | VCD    |

招待チーム
- カハ・ルラル　（ スペイン、CJR）

## 成績
- サン・セバスティアン発着点、234㎞[1]

| 順位 | 選手名                   | 国籍         | チーム                           | 時間          |
| ---- | ------------------------ | ------------ | -------------------------------- | ------------- |
| 1    | トニ・ガロパン           | フランス     | レディオシャック・レオパード     | 5時間39分02秒 |
| 2    | アレハンドロ・バルベルデ | スペイン     | モビスター・チーム               | +28秒         |
| 3    | ロマン・クロイツィガー   | チェコ       | チーム・サクソ - ティンコフ      | 同            |
| 4    | ミケル・ニエベ           | スペイン     | エウスカルテル・エウスカディ     | 同            |
| 5    | ニコラス・ロッシュ       | アイルランド | チーム・サクソ - ティンコフ      | +29秒         |
| 6    | ミケル・ランダ           | スペイン     | エウスカルテル・エウスカディ     | +36秒         |
| 7    | モレーノ・モーゼル       | イタリア     | キャノンデール                   | +51秒         |
| 8    | ピーター・セリー         | ベルギー     | オメガファーマ・クイックステップ | 同            |
| 9    | バウク・モレマ           | オランダ     | ベルキン                         | 同            |
| 10   | アルノル・ジャヌソン     | フランス     | FDJ.fr                           | 同            |